# 刘建功
刘建功（1919年1月—1996年11月25日），河南西华人，中华人民共和国政治人物。

## 生平
1936年在乡村小学任教，参加中国共产党领导的地下活动。1937年10月加入中国共产党。1938年5月加入西华抗日总队。历任新四军豫东游击纵队（彭雪枫部）连指导员、营政委，1941年初抗大四分校普通科指导主任，1944年初任新四军第四师第九旅第二十六团的营教导员，1946年1月华东野战军第二纵队第六师第十六团政治处主任，第三野战军第二十一军第61师第181团政委。
中华人民共和国成立后，任第61师政治部主任、师副政委，中国人民志愿军第61师政委、第二十一军炮兵副军长。1955年毕业于高级炮兵学校后，历任师政委，军政治部主任，第六十九军副政委，第二十一军政委，1969年升任兰州军区政治部主任、1970年任兰州军区副政委。兰州军区顾问。
1969年至1973年任中央广播事业局军管组组长，局长兼党的核心小组组长。曾获三级独立自由勋章、二级解放勋章。。